# Marcy Cláudio Lopes
Marcy Cláudio Lopes (* 6. Dezember 1981 in Luanda, Angola) ist ein angolanischer Jurist und Politiker der Volksbewegung zur Befreiung Angolas MPLA (Movimento Popular de Libertação de Angola), der unter anderem seit 2020 Minister für Territorialverwaltung ist.

## Leben
Marcy Cláudio Lopes begann nach dem Schulbesuch ein Studium der Rechtswissenschaften an der Juristischen Fakultät der Universidade Agostinho Neto (UAN), das er 2006 mit einem Lizenziat (Licenciatura em Direito) beendete. Noch vor seinem Studienabschluss wurde er 2004 Leitender Technischer Mitarbeiter der Rechtsabteilung des Ministeriums für öffentliche Verwaltung, Beschäftigung und soziale Sicherheit (Ministério da Administração Pública, Emprego e Segurança Social) und gehörte zugleich von 2005 bis 2008 als Mitglied der Revitalisierungskommission des staatlichen Verwaltungsreformprogramms. Er war ferner zwischen 2005 und 2008 Berater der Nationalen Wahlkommission CNE (Comissão Nacional Eleitoral) und wurde nach seinem Studienabschluss 2006 Assistenzprofessor an der Juristischen Fakultät der Universidade Agostinho Neto. Daraufhin fungierte er zwischen 2007 und 2008 als Leiter der Abteilung für öffentliche und administrative Dienste der Integrierten Dienste für Bürgerhilfe SIAC (Serviços Integrados de Atendimento ao Cidadão). Danach war er 2008 sowohl Berater des Obersten Richters des Verfassungsgerichtshofes als auch Berater der Einrichtungskommission des Verfassungsgerichtshofs (Tribunal Constitucional de Angola). Außerdem war er 2008 noch Stellvertretender Koordinator des Datenverarbeitungszentrums des Verfassungsgerichtshofes für den Empfang und die Validierung von Kandidaturen für die Wahlen zur Nationalversammlung Angolas am 5./6. September 2008. 
Lopes war daraufhin zwischen 2009 und 2017 Direktor des Büros für politische Parteien des Verfassungsgerichtshofes und Berater des Präsidenten des Richterbeirates des Tribunal Constitucional de Angola. Daneben wurde er 2009 von der Volksbewegung zur Befreiung Angolas MPLA (Movimento Popular de Libertação de Angola) zum Mitglied der Technischen Kommission der Verfassungskommission nominiert, die die Verfassung der Republik Angola (Constituição da República de Angola) verabschiedete, und gehörte dieser bis 2010 an. 2011 wurde er Mitglied der Technischen Gruppe für die Ausarbeitung und Angemessenheit der Gesetzgebung zur nationalen Sicherheit. Er fungierte daraufhin von 2012 bis 2016 als Berater des Staatsministers und Chefs des Präsidialamtes (Ministro de Estado e Chefe da Casa Civil) und gehörte somit zum erweiterten Mitarbeiterstab von Präsident José Eduardo dos Santos. Zwischenzeitlich war er 2013 sowohl Dozent am Nationalen Institut für Rechtsstudien (Instituto Nacional de Estudos Judiciários), Mitglied der Fachgruppe für Recht und Rechtsfragen des Ministerrates (Conselho de Ministros) als auch Mitglied der staatlichen Reformkommission der MPLA. 2013 absolvierte er des Weiteren ein Aufbaustudium in Verfassungsgerichtsbarkeit, Auslegung und Anwendung der Verfassung an der Universität Kastilien-La Mancha. Daneben wurde er 2015 Mitarbeiter am Zentrum für Studien des öffentlichen Rechts (Centro de Estudos de Direito Público) an der Universidade Agostinho Neto und erwarb dort 2015 einen Master der Rechtswissenschaften (Mestrado em Direito). 2017 war er Koordinator des Datenverarbeitungszentrums des Verfassungsgerichtshofes für den Empfang und die Validierung von Kandidaturen für die Wahlen zur Nationalversammlung am 23. bis 26. August 2017. Er hat zudem zahlreiche Arbeiten im Bereich des öffentlichen Rechts und des Verfassungsrechts veröffentlicht.
Nach den Wahlen wurde Marcy Cláudio Lopes, der auch Mitglied des Politbüros der MPLA ist, im Amt des neuen Staatspräsidenten João Lourenço zum Sekretär des Präsidenten der Republik für politische, konstitutionelle und parlamentarische Angelegenheiten ernannt. Als Nachfolger von Adão Francisco Correia de Almeida übernahm er am 6. April 2020 das Amt als Minister für Territorialverwaltung (Ministro da Administração do Território) im Kabinett Lourenço. Auf dem VIII. Kongress wählte das ZK der MPLA ein aus 101 Personen bestehendes Politbüro, dem er ebenfalls wieder angehört.

## Veröffentlichungen
- Estudos de direito público, Luanda, Coimbra Editora, Agosto 2011
- A sindicância constitucional dos actos políticos. Admissibilidade constitucional e a sua concretização no sistema de fiscalização da constitucionalidade em Angola, Luanda, Almedina, 2016